# Adele Walker
Adele Walker, geb. Turner, (* 10. August 1976 in Whitehaven) ist eine ehemalige britische Biathletin. National war sie in ihrer aktiven Zeit neben Emma Fowler die erfolgreichste Biathletin ihres Landes.

## Karriere

### Etablierung im Weltcupteam (2002–2008)
Adele Walker startete für das 29 LS Regiment Royal Logistic Corps und wurde von Jason Sklenar und Marc Walker, sowie später von Walter Pichler trainiert. Biathlon betreibt die Britin seit 2001, ab 2002 war sie Mitglied des britischen Nationalkaders. Ihre ersten internationalen Rennen bestritt sie 2003 in Geilo im Rahmen des Biathlon-Europacups und kam in ihren Rennen noch abgeschlagen als Letzte ins Ziel. Im Laufe der Saison konnte sie ihre Leistungen etwas steigern und wurde zu Beginn der Saison 2004/05 erstmals im Biathlon-Weltcup eingesetzt. Ihr Debütrennen im norwegischen Beitostølen beendete Walker als 101. Das erste Großereignis wurden die Biathlon-Weltmeisterschaften 2005 in Hochfilzen mit den Rängen 87 im Einzel und 93 im Sprint. Die nächste Saison brachte mit Platz 65 am Holmenkollen in Oslo in einem Sprint das beste Weltcupergebnis der Britin bislang. Bei den Biathlon-Europameisterschaften 2006 in Langdorf erreichte Walker die Plätze 52 im Einzel, 53 im Sprint und 43 in der Verfolgung. Erst 2008 lief sie erneut bei Großereignissen mit. Zunächst wurde sie bei der WM in Östersund 87. im Einzel und 71. im Sprint, anschließend bei der EM 36. im Einzel, vergleichsweise sehr gute 27. im Sprint sowie 34. in der Verfolgung. National gehörte Walker zu den herausragenden britischen Biathletinnen, stand Mitte der 2000er Jahre allerdings etwas im Schatten von Emma Fowler. 29 Titel konnte sie im Biathlon gewinnen, hinzu kommen sechs Titel und zwei Vizemeisterschaften im Skilanglauf.

### Teilnahmen an Weltmeisterschaften und persönliche Bestleistungen (2009–2014)
Auch in den Jahren von 2009 bis 2013 nahm Walker am jährlichen Großereignis teil, wobei sie eine Olympiateilnahme in Vancouver nur knapp verpasste. Ihr bestes Weltmeisterschaftsergebnis erzielte die Britin 2011 in Chanty-Mansijsk, als sie das Einzelrennen auf Position 70 abschloss. Das generell beste Weltcupresultat gab es bereits ein Jahr zuvor in Antholz mit Rang 61, ebenfalls im Einzel. In den Jahren 2012 bis 2014 lief Walker, mit Ausnahme der Weltmeisterschaften, fast durchgehend im IBU-Cup und war somit nicht mehr beständiger Teil des Weltcupteams. In den Wettkämpfen der zweithöchsten Rennserie gelangen ihr jedoch in der Saison 2013/14 mit mehreren Ergebnissen unter den besten 30 Achtungserfolge. In Martell bestritt die Britin am Ende der Saison dann ihre letzten internationalen Wettkämpfe.
Nachdem sie bei den nationalen Meisterschaften 2014 in allen Disziplinen überragend Gold gewonnen hatte, beendete Adele Walker infolgedessen im Alter von 37 Jahren ihre aktive Karriere.

## Persönliches
Die Britin ist mit dem ehemaligen Biathleten Marc Walker verheiratet.

## Statistiken

### Biathlon-Weltcup-Platzierungen
Die Tabelle zeigt alle Platzierungen (je nach Austragungsjahr einschließlich Olympische Spiele und Weltmeisterschaften).
- 1.–3. Platz: Anzahl der Podiumsplatzierungen
- Top 10: Anzahl der Platzierungen unter den ersten zehn (einschließlich Podium)
- Punkteränge: Anzahl der Platzierungen innerhalb der Punkteränge (einschließlich Podium und Top 10)
- Starts: Anzahl gelaufener Rennen in der jeweiligen Disziplin
- Staffel: inklusive Mixed- und Single-Mixed-Staffeln

| Platzierung         | Einzel | Sprint | Verfolgung | Massenstart | Staffel | Gesamt |
| ------------------- | ------ | ------ | ---------- | ----------- | ------- | ------ |
| 1. Platz            |        |        |            |             |         |        |
| 2. Platz            |        |        |            |             |         |        |
| 3. Platz            |        |        |            |             |         |        |
| Top 10              |        |        |            |             |         |        |
| Punkteränge         |        |        |            |             | 10      | 10     |
| Starts              | 14     | 51     |            |             | 10      | 75     |
| Stand: Karriereende |        |        |            |             |         |        |

### Biathlon-Weltmeisterschaften
Ergebnisse bei den Weltmeisterschaften:
| Weltmeisterschaften | Weltmeisterschaften | Einzelwettbewerbe | Einzelwettbewerbe | Einzelwettbewerbe | Einzelwettbewerbe | Staffelwettbewerbe | Staffelwettbewerbe |
| Jahr                | Ort                 | Einzel            | Sprint            | Verfolgung        | Massenstart       | Damenstaffel       | Mixedstaffel       |
| ------------------- | ------------------- | ----------------- | ----------------- | ----------------- | ----------------- | ------------------ | ------------------ |
| 2005                | Hochfilzen          | 87.               | 93.               | –                 | –                 | –                  | –                  |
| 2008                | Östersund           | 87.               | 72.               | –                 | –                 | –                  | –                  |
| 2009                | Pyeongchang         | 96.               | 106.              | –                 | –                 | 21.                | –                  |
| 2011                | Chanty-Mansijsk     | 70.               | 90.               | –                 | –                 | 19.                | 18.                |
| 2012                | Ruhpolding          | 90.               | 102.              | –                 | –                 | 22.                | 24.                |
| 2013                | Nové Město          | 96.               | 98.               | –                 | –                 | –                  | 25.                |